# Lucas Labrada
Lucas Labrada Romero (Ferrol, La Coruña, 18 de octubre de 1762 - La Coruña, agosto de 1842) fue un ilustrado español, autor de una descripción económica de Galicia.

## Biografía
Su nombre completo era Lucas José de los Dolores Labrada Romero, nació en Ferrol el 18 de octubre de 1762. En 1784 figura como empleado del Real Consulado de La Coruña, obteniendo en 1787 la plaza de portero de la misma institución. En 1790 presenta un Plan de gobierno de los porteros y auxilia al ingeniero de obras del Consulado. Cuatro años después ocupa la secretaría del organismo de modo interino. Intentó acceder, más tarde, a la cátedra de Matemáticas de la Universidad de Santiago de Compostela sin éxito. En 1802 accedió al puesto, ya fijo, de secretario del Real Consulado.
En los años de la ocupación napoleónica, Labrada aparece como un afrancesado, prestando servicios de intérprete del Estado Mayor Francés. Por ese motivo en 1820 figura en la Junta de Censura de los liberales coruñeses, y pasa a ser favorecido con la plaza de secretario de la nueva Diputación provincial de Orense, puesto que no conservaría tras la reposición absolutista de 1823, pero todavía pudo retornar como secretario del Consulado herculino, institución a la que aparece ligado hasta su muerte en agosto de 1842.
Su obra más importante fue la Descripción económica del Reyno de Galicia, Ferrol, 1804, obra en la que valiéndose en ocasiones de corresponsales, levanta acta del estado económico del país a  fins del siglo XVIII. El libro constituye una preciosa fuente historiográfica, utilizada constantemente. La Editorial Galaxia hizo una reedición en 1971.
- Datos: Q11689716